# DSjK

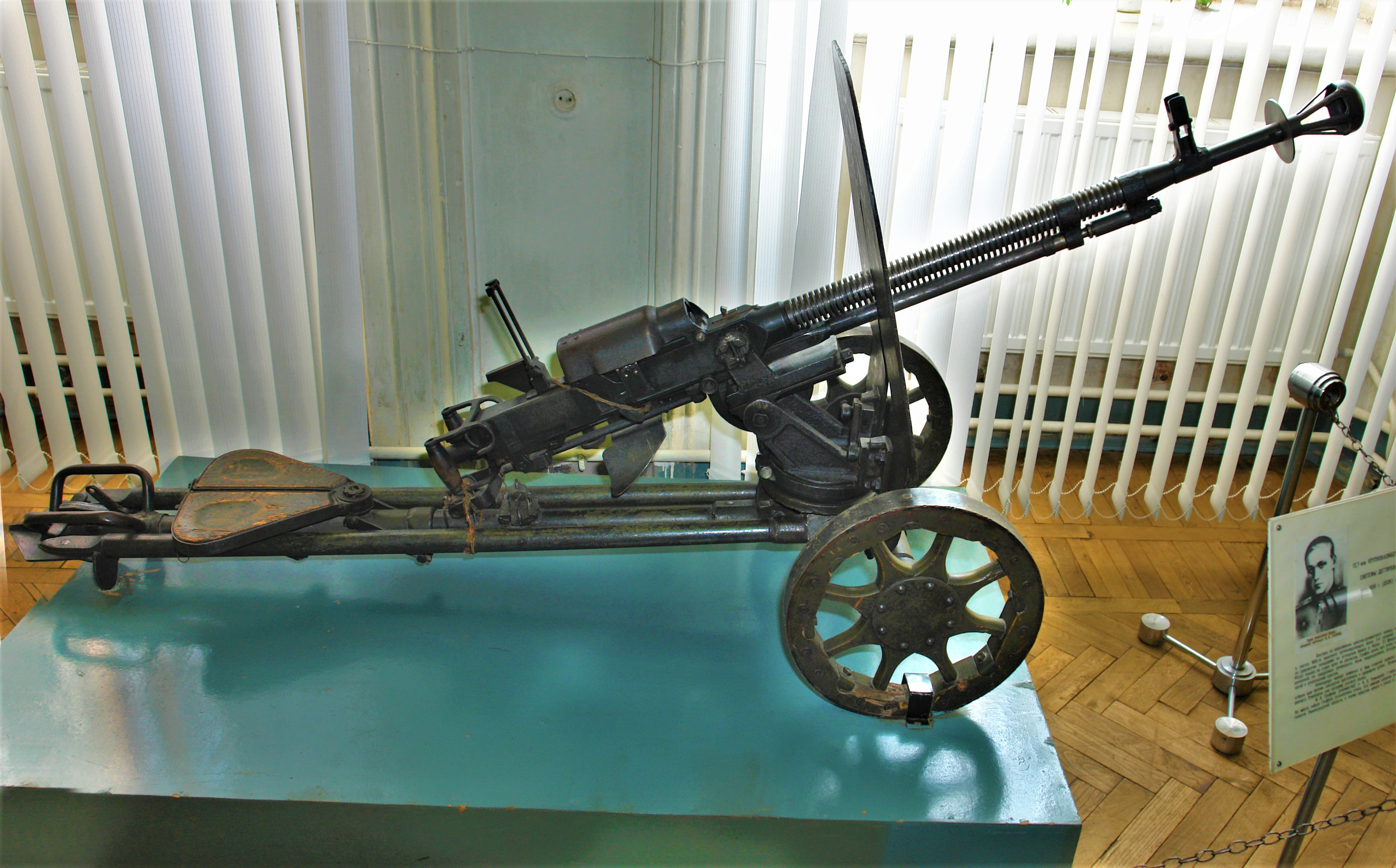
Een DSjK

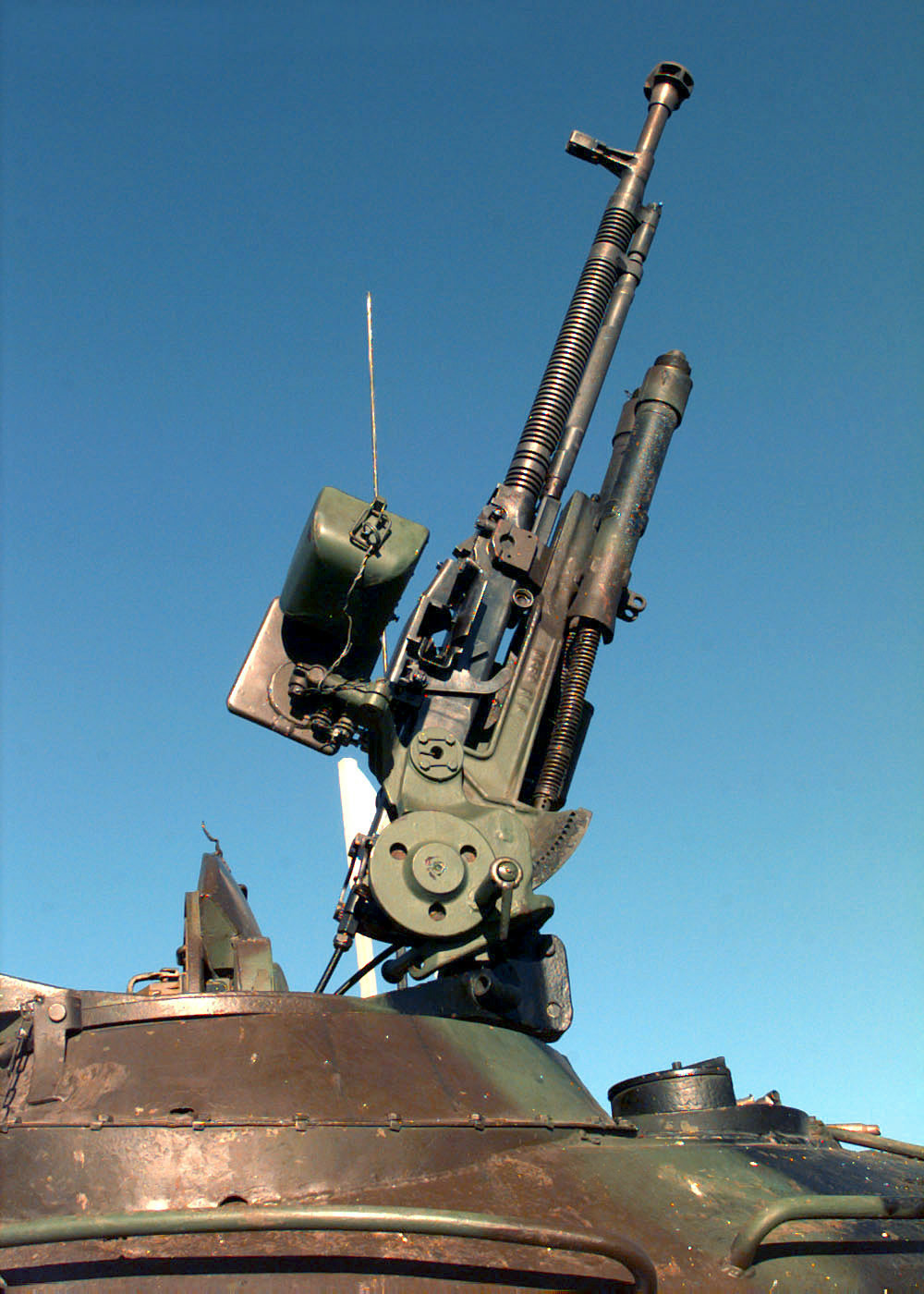
Een DSjK op een T-55

DSjK / DSjKM (Russisch: ДШК afkorting van: Дегтярёва-Шпагина Крупнокалиберный, Degtjarjova-Sjpagina Kroepnokalibernyj) is een zwaar machinegeweer uit de Sovjet-Unie met het kaliber 12,7x108mm. In de volksmond heet het wapen ook Doesjka, wat schat of lieverd betekent. Het werd ontworpen door Vasili Degtjarjov en Georgi Sjpagin.

## Geschiedenis
Het Rode Leger leger vroeg kort na 1925 om een machinegeweer met een zwaar kaliber voor gebruik tegen tanks en vliegtuigen. In 1930 ontwikkelde Vasili Degtjarjov hiertoe de DK (Degtjarjov, Kroepnokalibernyj), een vergrote versie van het DP-27 machinegeweer. Dit wapen had een magazijn voor 30 patronen dat op de bovenkant was geplaatst; het werd in de periode 1933-1935 in kleine hoeveelheden geproduceerd.
Omdat het leger ontevreden was over het magazijn voor 30 patronen maakte Georgi Sjpagin het laadmechanisme geschikt voor metalen patroonbanden van 50 patronen. Dit aangepaste wapen werd onder de naam DSjK-38 vanaf 1938 door het Rode Leger in gebruik genomen.
In 1946 werd de DSjK-38/46 of DSjKM (M staat voor Gemoderniseerd) geïntroduceerd. Het wapen werd geproduceerd door Pakistan, China, Iran en Tsjecho-Slowakije. Pakistan is het enige land dat de DSjK nog produceert.